# Francia en los Juegos Olímpicos de Moscú 1980
Francia estuvo representada en los Juegos Olímpicos de Moscú 1980 por un total de 121 deportistas que compitieron en 13 deportes.  

## Medallistas
El equipo olímpico francés obtuvo las siguientes medallas:
| Nombre                                                                                        | Deporte           | Competición        |
| --------------------------------------------------------------------------------------------- | ----------------- | ------------------ |
| Oro                                                                                           |                   |                    |
| Pascale Trinquet                                                                              | Esgrima           | Florete ind. F     |
| Philippe Bonnin Bruno Boscherie Didier Flament Pascal Jolyot Frédéric Pietruszka              | Esgrima           | Florete por eqs. M |
| Philippe Boisse Philippe Riboud Patrick Picot Hubert Gardas Michel Salesse                    | Esgrima           | Espada por eqs. M  |
| Isabelle Bégard Véronique Brouquier Pascale Trinquet Brigitte Latrille-Gaudin Christine Muzio | Esgrima           | Florete por eqs. F |
| Thierry Rey                                                                                   | Judo              | –60 kg M           |
| Angelo Parisi                                                                                 | Judo              | +95 kg M           |
| Plata                                                                                         |                   |                    |
| Yavé Cahard                                                                                   | Ciclismo en pista | Scratch M          |
| Alain Bondue                                                                                  | Ciclismo en pista | Persecución ind. M |
| Pascal Jolyot                                                                                 | Esgrima           | Florete ind. M     |
| Angelo Parisi                                                                                 | Judo              | Clase abierta M    |
| Alain Lebas                                                                                   | Piragüismo        | K1 1000 m M        |
| Bronce                                                                                        |                   |                    |
| Antoine Richard Hermann Panzo Patrick Barré Pascal Barré                                      | Atletismo         | 4 × 100 m M        |
| Philippe Riboud                                                                               | Esgrima           | Espada ind. M      |
| Bernard Tchoullouyan                                                                          | Judo              | –78 kg M           |